# Johnny Thunder
Johnny Jakeem Thunder es el nombre de tres personajes ficticios de los cómics estadounidense publicados por DC Comics. Un cuarto personaje tiene el nombre variante Jonni Thunder.
El personaje apareció en la segunda temporada de Stargirl en la red The CW interpretado por Ethan Embry.

## Historial de publicación
Johnny Thunder apareció por primera vez en Flash Comics #1 (enero de 1940) y fue creado por John Wentworth y Stan Aschmeier. En los primeros números, el título del artículo era Johnny Thunderbolt. Continuó en Flash Comics hasta el número 91 (enero de 1948).

## Historia ficticia

### Johnny Jakeem Thunder
John L. Thunder es el séptimo hijo de un séptimo hijo, nacido a las 7 a. M. El sábado 7 de julio, el séptimo día de la semana, el séptimo día del séptimo mes de 1917. Esto hace que sea secuestrado y vendido a un grupo de hombres de país Badhnesia (Un pequeño país asiático empapado de superstición) que habían estado buscando a alguien nacido en este momento en este día. Lo llevaron a su isla. Una vez allí, Johnny fue adornado por esmeraldas y prendas de santos. Tratado como un mesías, fue cantado y rezado por los sacerdotes de Badhnesia. Se educó en misticismo Badhnesiano. Los sacerdotes de Badhnesia habían previsto que el joven Thunder estaba predestinado a recibir poderes para gobernar el mundo cuando llegara a la edad de siete años. Cuando era un bebé, se le da a Johnny la posesión del genio "Thunderbolt" llamado Yz durante un ritual místico en su séptimo cumpleaños, que estaba destinado a permitir que los badhnesianos usen a Johnny para gobernar el mundo. Sin embargo, el plan se cancela pronto después de un ataque a Badhnesia por el país vecino Agolea. Johnny finalmente regresa a los Estados Unidos y vive una vida normal hasta que un día, mientras limpiaba las ventanas, inadvertidamente invoca el Thunderbolt con las palabras mágicas cei-u (pronunciado "dígame") cuando llama a alguien para que le arroje una esponja, que accidentalmente usa para convertirse en un boxeador exitoso. Johnny experimentó varias aventuras (cada vez inadvertidamente invocó a Thunderbolt mediante el uso de "say you" en su conversación diaria, sin darse cuenta de que Thunderbolt era responsable de los extraordinarios eventos que le sucedieron) antes de finalmente enterarse de la existencia del Thunderbolt, finalmente, Johnny se dio cuenta de que la frase "Say You" fue el factor que determina la aparición de Thunderbolt. Johnny tiene el poder de mando sobre su sirviente durante una hora antes de que Thunderbolt desapareciera. En los primeros números de Flash Comics, el título de la usado era Johnny Thunderbolt.
El origen de los Thunderbolts es envuelto en el misticismo Badhnesian. La teoría actual sugiere que las formas Badhnesianas son una especie de puerta de entrada a otro plano de existencia conocida como la 5.ª dimensión. Los residentes de la 5.ª Dimensión incluían a varios seres conocidos por los seres humanos, en particular Mister Mxyzptlk y Qwsp. El Thunderbolt vinculado a Johnny Thunder lleva el nombre YZ.
La carrera de Johnny era algo desventurada, pero la capacidad para manipular tales fuerzas poderosas le valió una justa medida de atención. Johnny asistió a la primera reunión de la Sociedad de la Justicia de América en 1940 y se convirtió en un miembro cuando Flash se ausento en 1941.
Las apariciones de Johnny con la Sociedad de la Justicia y sus propias aventuras solían ser bastante cómicas, ya que el principal rasgo de la personalidad de Johnny era bastante tonta, lo que hace que su Thunderbolt que es mucho más inteligente posea una actitud sarcástica (si es paciente) hacia su "jefe". " Se unió accidentalmente, al decir que sentía que la Sociedad de la Justicia debería haberlo dejado unirse, y luego fue llevado a su reunión. A pesar de la impaciencia recurrente con su estupidez, sus compañeros de la JSA valoraron genuinamente la buena voluntad y dedicación de Johnny y lo consideraron un amigo. Además, el vasto poder del Thunderbolt pudo haber contribuido a la continuación de la membresía de JSA de Johnny, a pesar de sus frecuentes errores, ya que los héroes más competentes sin duda pensaron que era prudente vigilar a la pareja siempre que fuera posible. Finalmente se convirtió en miembro después de que Flash (Jay Garrick se fue y el grupo le dijo que capturara a Mister X, lo que logró accidentalmente. Al igual que la mayoría de los miembros de la JSA, tuvo su factor de envejecimiento muy lento durante un encuentro con el villano Ian Karkull.
También fue miembro del All-Star Squadron durante la Segunda Guerra Mundial. En su vida privada, Johnny carecían de un empleo coherente. La mayoría de sus puestos de trabajo eran de baja categoría, que iban desde la ventana de la arandela a auxiliar de bombero o a tapicero. En 1942, Johnny se unió a la Marina de los EE. UU. después de ver un cartel de reclutamiento de la Marina en la que el Tío Sam, declaró: "Queremos que usted, Johnny se una a nosotros!" Sin embargo Johnny no se dio cuenta de que "Johnny" era una referencia genérica. En la marina Johnny logró gestionar la liberación de Badhnesia del control japonés en 1943 Johnny fue finalmente liberado de la Marina en 1944. Los sacerdotes Badhnesianos esperaron hasta 1946 (un año más débil) y utilizaron hechizos y encantamientos para que Johnny fuera debilitado en su control sobre Thunderbolt. Con sus poderes menguados, Johnny renunció a la Sociedad de la Justicia antes de su disolución. 
Johnny fue sustituido por una nueva heroína, Canario Negro. A principios del decenio de 1950, el poder de Johnny sobre el Thunderbolt había desaparecido completamente y fue secuestrado por agentes de Badhnesia. Cuando llegó a la isla, descubrió que el Rey de Badhnesia se estaba muriendo. El Sumo Sacerdote de Badhnesia emitió un hechizo más sobre Johnny, restableciendo el control sobre Thunderbolt. Con la muerte del Rey, Johnny se colocó en el trono y el Sumo Sacerdote anunció planes para la conquista del mundo con el poder de Johnny Thunder y su Thunderbolt. Una vez que tuvo conocimiento de los planes del Sumo Sacerdote, Thunderbolt buscó a Superman, rompió el hechizo y derrotó al Sumo Sacerdote. Después, Johnny se mantuvo en Badhnesia durante algún tiempo, enseñando a la población nativa sobre la democracia. Cuando el primer Presidente de Badhnesia fue elegido democráticamente, Johnny regresó a los Estados Unidos. Cuando Vándalo Salvaje secuestro a varios de sus antiguos enemigos de la Sociedad de Justicia, Johnny fue uno de ellos. Cuando la Sociedad reanudó sus actividades después de la derrota de Salvaje, Johnny regresó a ser un miembro activo. Participó en varios casos durante los decenios de 1960 y 70, pero su actividad disminuyó durante el decenio de 1980.

### Crisis on Infinite Earths y Ragnorok
Durante Crisis on Infinite Earths, Johnny se unió a sus compañeros de la Sociedad en sus esfuerzos por proteger el multiuniverso. Cuando los miembros de la Sociedad de la Justicia fue convocada por El Espectro para entrar en el Limbo y prevenir Ragnarok, Johnny y su Thunderbolt se encontraban entre ellos. Durante la estancia de la Sociedad de la Justicia en el limbo, la magia de la nación de Badhnesia comenzó a desaparecer. La mayoría de los residentes abandonaron la isla, en busca de empleo y un futuro más brillante en el extranjero. Pol St Germain, un teórico sociopolítico, adquirió la isla. A petición de Kiku, un nativo Badhnesiano, Johnny Thunder y la Sociedad de la Justicia viajaron a Badhnesia para investigar las actividades de St Germain, quien encarcelaba a los débiles, enfermos y ancianos fuera de la vista de los más ricos nativos de la isla. La Sociedad derrocó a St Germain, por lo que la isla de Badhnesia fue destruida y Kiku, el último de los Badhnesianos, fue aprobado por Johnny y ha desarrollado una relación afectiva con el Thunderbolt.
Después de la serie maxi Crisis on Infinite Earths se mostraba el sacrificio de Johnny y sus compañeros de equipo de JSA cuando dejaban el "nuevo" mundo posterior a Crisis y entraban en una dimensión de Limbo. Causada por las acciones de Adolf Hitler en abril de 1945, una ola de destrucción aparece sobre la Tierra incluso cuando se está asentando desde la Crisis. Para detener un Ragnarök literal, los héroes entran en una batalla eterna, y así abandonan el mundo.

### El regreso de Johnny
La ausencia de la JSA y de Johnny Thunder no duró mucho. En 1992, DC publicó Armageddon: Inferno, la miniserie que sacó a la JSA del limbo y lo llevó al mundo posterior a la Crisis. Esto fue seguido por Justice Society of America (1992-1993). Esta serie mostró cómo los héroes se estaban adaptando a una vida normal. Johnny es representado como un hombre con sobrepeso, no tan viejo como sus amigos, pero nostálgico por el pasado. Se explica que antes de entrar en el limbo había prestado a su hija adoptiva unos miles de dólares y durante su tiempo luchando por el universo, había creado Peachy's Frozen Yogurt, una cadena muy exitosa de la cual Johnny es mitad dueño y ahora muy rico. De mayor importancia para Johnny es su descubrimiento de que los bahdnesianos casi han desaparecido. Una visita a la isla de Bahdnesia (ahora bajo la propiedad de Pol St. Germain) demuestra que no quedan bahdnesianos allí. En el número #7 Johnny afirma: "Nunca hubo muchos de ellos ... y la magia de la isla se había agotado. T-Bolt era todo lo que quedaba, y él estaba conmigo en el limbo. Tuvieron que irse o morir de hambre". Esta serie también presentó al joven Kiku, de acuerdo con el Thunderbolt, el último bahdnesiano restante.
Después de esto, se representa a Johnny con síntomas de la enfermedad de Alzheimer, la memoria de Johnny ha empezado a fallar, hasta el punto de que ha olvidado la forma de citar a Thunderbolt. Durante Hora Cero, Johnny se unió al resto de sus compañeros de la Sociedad en el primer asalto en contra de Extant. Al igual que ellos, se colocado en un frágil estado de salud al ser ubicado por el villano a su verdadera edad cronológica. Con la edad, la pérdida de la memoria de Johnny ha progresado a escala de Alzheimer. En un momento, pierde la pista de un bolígrafo en el que se almacena el Thunderbolt. La pluma eventualmente termina siendo propiedad de un joven afroamericano llamado Jakeem Williams, quien toma el nombre de Johnny Jakeem Thunder o Jakeem Thunder.

### Johnny Thunderbolt
En una batalla posterior con Solomon Grundy, Jakeem cura involuntariamente a Johnny Thunder de Alzheimer. Desafortunadamente, Johnny inmediatamente cae presa de la Ultra-Humanidad, que se apodera del cuerpo de Johnny para controlar los poderes del Thunderbolt. En la historia de "Stealing Thunder", Jakeem es uno de varios héroes que quedan libres del control de Ultra-Humanidad. Eventualmente Jakeem le quita el control del Thunderbolt a Ultra-Humanidad, pero Johnny Thunder pierde su vida. Jakem luego desea que el Thunderbolt pueda salvar a Johnny de alguna manera, por lo que el genio elige fusionarse con Johnny, creando un nuevo ser con los recuerdos de ambos. Más tarde asume el nombre de Johnny Thunderbolt.
Johnny Thunderbolt lleva la imagen de Johnny, aunque no está claro cómo interactúan las personalidades de Johnny y los dos genios, y si una personalidad es dominante. La familia de Johnny es informada de su muerte y se lleva a cabo un funeral en Valhalla, un cementerio para superhéroes. La familia no sabe que él vive como el Thunderbolt. El Thunderbolt finalmente deja de mostrar la semejanza de Johnny mientras habla como él.

#### La noche más oscura
Durante el cruce de Blackest Night, el cuerpo de Johnny Thunder se reanima como parte de los Black Lantern Corps.

### DC: Renacimiento
Cuando Wally West estaba buscando a alguien que lo atara al universo otra vez como se ve en el reinicio de "DC Rebirth", llega a una casa de retiro llamada Good Life Rest Home donde un ahora anciano Johnny Thunder intenta reconectarse con la Sociedad de la Justicia, quien ha estado perdido desde que Joe McCarthy lo hizo revelar su secreto y perdió a Thunderbolt en los períodos posteriores. Trató de decirle a los demás quién era, pero muchos piensan que él está loco. Cuando Wally acude a él para encontrar a la Sociedad de la Justicia, desaparece. Creyendo que era su antiguo aliado, Johnny lo llama con lágrimas en los ojos, disculpándose por "arrojarlo (a él)" en el pasado. Se ve a Johnny Thunder subiendo al techo de una casa para ancianos gritando "¿dónde estás Thunderbolt?" Y lo llama (a thunderbolt) para que vuelva a él. Más tarde lo encontraron dos hombres: presumiblemente trabajadores en la casa. Le preguntan cómo llegó allí y lo sacan con fuerza del borde del techo, salvándolo de un rayo que golpeó el lugar en el que estaba parado. Les grita que "no pueden mantenerme encerrado" y lucha por liberarse de ellos. Dicen que "tiene mucha pelea por un chico de noventa años" y lo arrastran al edificio. En el camino hacia el edificio, dice que: "el rayo dice que necesitamos encontrar a mis amigos" y "perdimos la Sociedad de la Justicia" y "es todo culpa mía" a lo que responden con incredulidad diciendo "seguro que lo hizo" y " dile a la enfermera que levante sus medicamentos ".

### Johnny Thunder de Tierra-1 (versión alternativa)
Antes de Crisis on Infinite Earths, una versión alternativa de Johnny Thunder (del primer Johnny Thunder "John L. Thunder") existía en Tierra-1. Esta versión era un simple delincuente sin Thunderbolt. Al encontrarse con el Thunder de Tierra-2 (que había viajado a Tierra-1 por curiosidad), el criminal Johnny Thunder derribó a su contraparte y tomó el control del Thunderbolt. Lo usa para remodelar temporalmente la Tierra-1 de forma tal que varios héroes, como Superman, Batman y Linterna Verde, dejan de existir de manera retroactiva. El criminal explota el hecho de que Thunderbolt está "en clave" para obedecer a Johnny Thunder (el héroe de tierra dos), sin hacer ninguna distinción entre versiones alternativas, dejando a Thunderbolt obligado a obedecer a lo que sea que Johnny sea consciente a pesar de su propia moralidad; sin embargo, Thunderbolt a menudo intenta trabajar en lagunas para darle una ventaja a los héroes, como informar al criminal que la Sociedad de la Justicia, que había venido a la Tierra-1 para averiguar qué había pasado con sus amigos en la Liga de la Justicia, había desaparecido cuando de hecho, se habían disfrazado como la Liga de la Justicia para tratar de provocar a Johnny a revelar lo que había sucedido con su versión, o hacer una barrera que mantiene a los policías fuera, pero no superhéroes. El Johnny de Tierra-2 queda aparentemente está en estado de coma por la magia del Thunderbolt, aunque esto no se muestra en realidad.
La versión alternativa de Tierra-1 que crea Johnny a veces se conoce como Tierra-A (Tierra Alternativa), que Johnny piensa por sí mismo. La "Liga sin ley" de Thunder de personas malvadas con poderes como los héroes de la Liga de la Justicia, que están formados por compañeros delincuentes de Johnny a los que se les otorgaron poderes de miembros de la Liga de la Justicia, son derrotados por la Sociedad de Justicia de la Tierra-2 que los visitó, que originalmente se disfrazaron como la JLA, después de enterarse de la desaparición de Johnny, la mayor experiencia de la Sociedad les permite derrotar fácilmente a sus contrapartes criminales. Posteriormente se enfrentan contra Johnny Thunder en la luna, y las tres criaturas que crea el Thunderbolt, Medusa-man (que convierte a las personas en madera), Absorbo-man (que puede absorber los poderes de los demás) y Repello-man (que puede lanzar los ataques a sus orígenes). Todos los miembros son derrotados a excepción del Doctor Destino. Él crea una máscara dorada sobre la cara de Medusa-Man, y envía el Mr. Terrific y Átomo de madera a Absorbo-Man, que había absorbido el poder de Linterna Verde, lo que significa que es vulnerable a la madera y es destruido. Él usa repelo-magia en Repello-man, que es repelido y lo destruye. Cuando la lucha se reduce a una lucha entre el Doctor Fate y el Thunderbolt, Johnny Thunder está tan maltratado por los portadores de la magia que combaten (cuyos poderes no se hacen daño real) que finalmente abandona sus intentos de usar el Thunderbolt. y desea que ninguno de estos eventos haya tenido lugar. Las dos Tierras y sus respectivos héroes se restauran, con la Liga de la Justicia mencionando a Johnny Thunder de su mundo como un delincuente de poca monta en su reunión. El Johnny Thunder de Tierra-1 volvería como una amenaza en Justice League of América # 219 y # 220.

## John Tane
El segundo Johnny Thunder, sin relación alguna con el original, apareció por primera vez en All-American Comics #100 en 1948. Se llamaba John Stuart Mill Tane y vive en el asentamiento mormón de Mesa City, Arizona. Hijo de un sheriff y un maestro de escuela, la madre de Johnny le hace prometer que nunca usará pistolas y, en cambio, seguir sus pasos. Johnny se convirtió en maestro de escuela, pero pronto se encontró en una situación en la que se requería violencia. Para cumplir su promesa, Johnny creó la identidad de Johnny Thunder al cambiarse de ropa y oscurecer su cabello a negro. Por lo tanto, "Thunder" no es el apellido genuino del personaje, por lo que es poco probable que exista una conexión familiar entre los dos Johnnys.
Johnny Thunder sería miembro del grupo Rough Bunch.
En Impulse Annual #2 (1997), una historia de respaldo reveló que, en el momento de la muerte de su madre, Johnny Tane se inspiró para crear una identidad secreta de Max Mercury. El joven Johnny está bajo la impresión de que Max es un genio, en referencia al Johnny Thunder posterior. Como se revela en DC Comics Presents #28 (1980), Johnny finalmente se retiró de la acción, casándose con el forajido retirado similarmente (y otra característica de All-Star Western) "Madame .44" (Jeanne Walker), y la pareja tuvo una hija, Rebecca, y un hijo, Chuck. Este fue un gesto intencionado del escritor Mike Tiefenbacher hacia Chuck Taine (con un I) que es el nombre real de Bouncing Boy de la Legión de Super-Héroes, pero nunca se ha sugerido en canon que este último sea un descendiente del ex.
Esta encarnación de Johnny Thunder es sobre la banda de electro-rock Judge Rock que escribió en su canción de 2012 Westerner: "La primera cara pálida vestía de rojo y azul, se llamaba Johnny Thunder. Era el más joven de la tripulación". La canción describe las páginas #20 a #23 de Crisis on Infinite Earths, el número 3, con los personajes relacionados de DC Western, es decir, Jonah Hex, Scalphunter, Bat Lash, Nighthawk y él, quienes investigan una máquina que ha aparecido en una mina abandonada.

## Jonni Thunder
Jonni Thunder es una detective privada que apareció por primera vez en una miniserie de cuatro números desde 1985 llamada Jonni Thunder AKA Thunderbolt, escrita por Roy Thomas. Una pequeña estatua de oro le da el poder de convertirse en un Thunderbolt humano, mientras deja atrás su cuerpo. En ediciones posteriores de Infinity Inc, se revela que Thunderbolt es un ser energético alienígena hostil, que es derrotado al volver a ser encarcelado en la estatua, dejando a Jonni sin poderes. Desde que fue creada por el experto en la Edad de Oro Roy Thomas y apareció con los descendientes de la JSA original en Infinity Inc, una posible conexión con Johnny Thunder parecía probable, pero nunca fue expuesta. Jonni existió en la Tierra-Dos antes de Crisis y se ve brevemente en la Tierra fusionada como resultado de la Crisis, asistiendo a una convención de detectives.

### La llegada del Reino
En la continuidad de Kingdom Come, ella y Black Lightning tienen un hijo que se convierte en el antihéroe conocido como "Thunder", que posee los poderes basados en la electricidad de sus dos padres. Sin embargo, en el Universo DC contemporáneo, Lightning, hija de Black Lightning, quien recientemente se unió al JSA, es identificada como la hija de Black Lightning y su exesposa Lynn Stewart. Él estaba entre los metahumanos canallas que Superman y el encarcelamiento en el Gulag sometieron. Thunder fue uno de los que sobrevivió al bombardeo nuclear de Estados Unidos después de ser protegido de la explosión nuclear por Linterna Verde Jade. Luego se convirtió en residente de la Isla Paraíso.

### Los nuevos 52
En The New 52, un reinicio del Universo DC, la historia de los personajes relacionados con la época dorada de los cómics se ha visto drásticamente alterada. Una nueva versión de Jonni Thunder se presenta en el mundo paralelo de Tierra-2, que aparece en la miniserie Earth 2: Worlds End. Esta Jonni aparentemente está poseído por Thunderbolt, que le otorga sus habilidades eléctricas y una apariencia multi-armada similar a una diosa hindú. Ella es parte de un equipo de héroes reclutados por el mago John Constantine en su intento de regresar a su propio mundo.

## Hijo de John L. Thunder (William Twotrees)
William Twotrees es el hijo ilegítimo del héroe de los años cuarenta Johnny Thunder y una mujer apache de Jicarilla. Temeroso de los prejuicios contra los matrimonios mixtos, Johnny abandonó a su hijo, algo que luego lamentó profundamente. Sin embargo, parece como si el compañero de Johnny, el Thunderbolt mágico llamado Yz, dejara su huella en el joven William, quien desarrolló asombrosos poderes de rayo más adelante en su vida. Como Will Power, William se unió al equipo de héroes sobrenatural / metahumano llamado Leymen (a.k.a. Fuerza Primordial) hasta que se disolvió. Fue visto por última vez en busca de su padre, de gira con una banda de rock como un "espectáculo de luz humana".
Twotrees no ha vuelto a aparecer desde la cancelación de la serie Primal Force ni ha sido referenciada de ninguna manera en los títulos posteriores de Justice Society of America.

## Poderes y habilidades
En general todos los "Johnny" no poseen ningún poder. Cuando se fusiona con el genio mágico Thunderbolt, Johnny posee todos los poderes de un Genio de la 5.ª Dimensión, que incluye la alteración de la realidad de un alcance inconmensurable.

## Otras versiones

### JSA: The Golden Age
Durante el arco de historia JSA: The Golden Age perteneciente a Elseworlds Johnny Thunder (John L. Thunder) operó como "Mystery Man" autodenominado y no disfrazado que comandó un "cerrojo hexagonal" bahdnesiano llamado Thunderbolt durante la Segunda Guerra Mundial como miembro de la Sociedad de Justicia de América. Su compañero Al Pratt (Átomo) nunca vio realmente a Johnny como un héroe, sino más como un "tipo raro" que los miembros de la Sociedad de la Justicia habían aguantado debido a su "mascota Thunderbolt". Después de la guerra, Thunder viajó al Tíbet donde nació para encontrarse a sí mismo, solo para regresar a los Estados Unidos cuando el ejército comunista chino invadió ese país. Encontró a Pratt trabajando para la oficina de campaña de Tex Thompson como parte del Buró Federal de Superhéroes y, al usar su Thunderbolt para llamar la atención de Pratt, fue contratado como parte del equipo de promoción del político.
En una manifestación en Washington D. C. en 1950, donde todos los superhéroes disfrazados debían aparecer por decreto presidencial para mostrar su lealtad, Joan Dale (Miss América) públicamente expuso a Tex Thompson como Ultra-Humanidad e intentó también exponer a Dynaman como Adolf Hitler. en el cuerpo de Daniel Dunbar cuando Ultra-Humanidad tenía a Robert Crane (Robotman) silenciarla asesinándola en público. Después de la exposición posterior de Dynaman por Rex Tyler (Hourman), que resultó en su lucha contra los varios superhéroes reunidos en la concentración, Thunder ordenó a Thunderbolt que matara a Hourman, lo que confundió al Thunderbolt en cuanto a dónde se ubicaría tanto en su personal ética y su obediencia a su maestro, que se separó totalmente de la escena, dejando a Thunder completamente solo.
Años más tarde, tras la muerte de Dynaman y Ultra-Humanidad, la vida personal de Johnny Thunder no iba muy bien.

### Multiversidad
Durante las historias de Multiversidad o también conocido como El Multiverso, se relata algunas historias alternativas relacionados al Multiverso DC como parte de los nuevos 52, algunas historias de Johnny Thunder ocurren en otros universos diferentes.

#### Tierra-16
- Una versión alternativa de Jakeem Thunder apareció en la historia de The Multiversity: The Just (diciembre de 2014) perteneciente a Tierra-16, este personaje no está relacionado con Thunderbolt; sin embargo, posee la habilidad natural de electroquinesis[40]

#### Tierra-18
- Una versión alternativa de Johnny Thunder (John Tane) aparece en la historia The Multiversity Guidebook (marzo de 2015) perteneciente a Tierra-18. Al igual que el John Tane original este no posee grandes habilidades salvo la manejar un revólver y un caballo mecánico.[41]

## En otros medios

### Televisión
- Johnny Thunder (John L. Thunder) y Thunderbolt aparecen en tres papeles que no hablan en la serie animada Liga de la Justicia Ilimitada. Johnny solo aparece en el primer episodio, "Iniciación". Mientras que Thunderbolt aparece en dos episodios más por sí mismo. Thunderbolt aparece en "Iniciación", "La Historia Más Grade Jamás Contada" y en el final de la serie "El Destructor". En "Iniciación", se lo ve con Johnny durante el discurso que da Superman a todos los miembros nuevos de la Liga. En "La historia más grande jamás contada", se lo ve ayudando a la Liga de la Justicia en la batalla contra Mordru sin Johnny. En el final de la serie "El Destructor" se ve al final mientras la Liga baja las escaleras, también sin Johnny.
- Johnny Thunder aparece en la serie de acción real de DC Universe, Stargirl, interpretado por un actor no acreditado en la primera temporada y por Ethan Embry en la segunda temporada. Aparece como miembro de la Sociedad de la Justicia de América antes de que el equipo fuera atacado por la Sociedad de la Injusticia de América, durante el cual Johnny fue asesinado por Brainwave mientras Thunderbolt estaba atrapado en su pluma durante más de 10 años. En el episodio "Escuela de verano: Capítulo tres", el hijo de Pat Dugan, Mike, se apodera temporalmente de la pluma de Johnny antes de que finalmente termine en las manos de su amigo Jakeem Williams.